# Fachverband für Strahlenschutz
Der Fachverband für Strahlenschutz e. V. ist ein eingetragener Verein mit Sitz in Jülich. Sitz der Geschäftsführung ist Jork. Aufgrund seines räumlichen Tätigkeitsbereichs bezeichnet sich der Verein auch als deutsch-schweizerischer Fachverband für Strahlenschutz.

## Aufgaben
Der Verband befasst sich mit:
- Austausch von Informationen und Erfahrungen aus dem wissenschaftlichen und praktischen Strahlenschutz
- Förderung von Forschung und Technik; Aus- und Weiterbildung und Klärung von Rechtsfragen
- Beteiligung an der Ausarbeitung von Gesetzen, Verordnungen, Normen, Richtlinien, Empfehlungen, Arbeitsvorschriften etc.
- Mitarbeit bei der Aufstellung von Plänen für Maßnahmen gegen radiologische Zwischenfälle und Katastrophen
- Hilfe bei der Erhaltung und Wiederherstellung radiologischer Sicherheit
- Information der Öffentlichkeit

Der Verband vertritt Deutschland und die Schweiz in der Dachorganisation International Radiation Protection Association (IRPA).

## Organisation
Der Fachverband hat 1.350 Einzelmitglieder, die sich in 14 Arbeitskreisen austauschen.  Oberstes Gremium ist die jährliche Mitgliederversammlung. Die operationelle Führung liegt beim Vorstand, der von vier weiteren Direktoriumsmitgliedern unterstützt wird. Das Direktorium wird alle zwei Jahre von den Mitgliedern des Fachverbandes durch Briefwahl gewählt.
Für die praktische Arbeit bestehen Arbeitskreise die jeweils von einem Sekretär und seinem Stellvertreter geleitet werden.
Hinzu kommen ein Arbeitskreis AKSys zur Kooperation mit dem Verband für Sicherheit, Gesundheit und Umweltschutz bei der Arbeit sowie eine Arbeitsgruppe für die Öffentlichkeitsarbeit.

## Arbeitskreise
Der Verband besteht zurzeit aus den folgenden Arbeitskreisen:
- Ausbildung (AKA)
- Beförderung (AKB)
- Dosimetrie (AKD)
- Entsorgung (AKE)
- Inkorporation (AKI)
- Medizinischer Strahlenschutz (AKMED)
- Nachweisgrenzen (AKSIGMA)
- Natürliche Radioaktivität (AKNAT)
- Nichtionisierende Strahlung (AKNIR)
- Notfallschutz (AKN)
- Praktischer Strahlenschutz (AKP)
- Rechtsfragen (AKR)
- Strahlenbiologie (AKS)
- Umweltüberwachung (AKU)

## Zeitschrift
Der Verband ist Herausgeber der (quartalsweise erscheinenden) Fachzeitschrift StrahlenschutzPRAXIS (SSP) ISSN 0947-434X, die durch den Verlag des TÜV Rheinland mit Sitz in Köln vertrieben wird.

## StrahlenschutzKOMPAKT
Der Verband gibt seit 2014 die Broschüre StrahlenschutzKOMPAKT heraus. Mittlerweile sind neun Broschüren (Stand: August 2019) zu den folgenden Themen erschienen.
- Strahlung beim Fliegen
- Entsorgung radioaktiver Abfälle
- Strahlung durch Radon
- Endlagerung hoch radioaktiver Abfälle
- Medizinische Strahlenexposition
- Dosis im Strahlenschutz
- Inkorporation radioaktiver Stoffe
- Radioaktive Stoffe in Lebensmitteln
- Strahlung aus kerntechnischen Anlagen

## Rupprecht-Maushart-Preis
Seit 2010 verleiht der Fachverband für Strahlenschutz e.V. im Rahmen seines Nachwuchsförderprogramms den Rupprecht-Maushart-Preis. Der Preis wird für hervorragende Master- oder Diplomarbeiten, Dissertationen oder Veröffentlichungen in wissenschaftlichen Zeitschriften mit Peer-Review mit Bezug zum Strahlenschutz verliehen. Die Zeit, auf die sich die eingereichte Arbeit bezieht, ist auf die zurückliegenden zwei Kalenderjahre beschränkt. Die Teilnehmer sollen das 35. Lebensjahr nicht vollendet haben. Der Preis ist nach Rupprecht Maushart, einem Gründungs- und Ehrenmitglied sowie früheren Präsidenten des Fachverbands, benannt.